# Mnozil Brass
Mnozil Brass [nɔtsɪl bras] ist ein österreichisches Blechbläserensemble. Das Repertoire des Bläserseptetts umfasst typische Blasmusik, Schlager, Jazz und Popmusik bis hin zu Oper und Operette. Ihre Auftritte werden durch komödiantische Einlagen sowie durch Gesangsdarbietungen im Stile eines Musik-Kabaretts ergänzt.

## Geschichte
Die Musiker lernten sich als Studenten an der Musikuniversität Wien beim Musikantenstammtisch im „Mnozil“, einem Wirtshaus im 1. Bezirk in Wien, kennen. 1992 entwickelte sich aus der losen Musikantenstammtisch-Spielerei diese Formation.
Ab 2001 arbeitete das Bläserseptett mit dem freischaffenden Regisseur Bernd Jeschek zusammen, mit dem die Musiker die Programme „Smoke“, „Ragazzi“ und „Seven“ entwickelten. Das Trojanische Boot ist die erste Theaterarbeit des Ensembles und ist ebenfalls eine Gemeinschaftsproduktion der Gruppe und Bernd Jeschek. Die Uraufführung des Werkes wurde von der RuhrTriennale in Auftrag gegeben und fand im Rahmen der RuhrTriennale 2005 als „erste Operette des 21. Jahrhunderts“ statt. Musikalisch führt Das Trojanische Boot in zwei Akten im Laufschritt durch die Musikgeschichte und durch die verschiedenen Musikstile.
2006 komponierte Mnozil Brass die Musik zum österreichischen Kinofilm Freundschaft, der auf dem Theaterstück Freundschaft von Rupert Henning und Florian Scheuba basiert (ausgezeichnet mit dem Österreichischen Kleinkunstpreis und dem Nestroy-Theaterpreis).
Im Rahmen der Salzburger Festspiele 2008 fand mit Irmingard – wahrscheinlich eine Oper in 2 Akten die Uraufführung einer weiteren Bühnenarbeit mit Regisseur Jeschek statt.
Am 6. Januar 2013 eröffnete das Ensemble das Richard-Wagner-Jubiläumsjahr 2013 in Bayreuth mit einem Auftragswerk der Stadt Bayreuth namens Hojotoho. Die Inszenierung stammt vom Regisseur Philippe Arlaud, von dem zwischen 2002 und 2007 der Tannhäuser bei den Wagner-Festspielen in Bayreuth gezeigt wurde.

## Diskografie
CDs
- Volksmusik aus Österreich No Ziel (Mnozil Brass & Gansch Schwestern; Gesa Musikproduktion, 1996)
- Aufhorchen Klangbilder (Extraplatt, 2002)
- Wenn der Kaiser grooved (Atemmusik, 2004)
- Dasselbe in grün (Vegiton, 2004)
- Zimt (Hoanzl, 2004)
- Smoke live (Vegiton, 2004)
- Ragazzi (Geco Tonwaren, 2004)
- What Are You Doing The Rest Of Your Life? (Hoanzl, 2009)
- Almrausch (K.E.C., 2011)
- Yes! Yes! Yes! (Südpolentertainment, 2016)
- Cirque (Südpolentertainment, 2019)

Buch mit CD
- Mnozil Brass 20 (Südpolentertainment, 2013, ISBN 978-3-944120-00-3)

DVDs
- Seven – In Concert (RoughTrade, 2004)
- Das trojanische Boot (Hoanzl, 2009)
- Das Gelbe vom Ei – La Crème de la Crème (RoughTrade, 2008)
- Irmingard (Hoanzl, 2009)
- Magic Moments (Südpolentertainment, 2011)
- Blofeld (Südpolentertainment, 2016)

## Auszeichnungen
- Kabarettpreis Salzburger Stier 2006[6]
- Nominierung 2001 für den Amadeus Austrian Music Award in der Kategorie "Jazz/Blues/Folk-Album des Jahres national"